# Luizenmolen
Le Luizenmolen (littéralement « moulin des poux ») ou moulin d'Anderlecht est un moulin à vent de type sur pivot construit en 1996 à Anderlecht et classé depuis 2007. Il s'agit en fait de la réplique d'un moulin construit au même endroit en 1862, racheté par la commune d'Anderlecht en 1939 et démoli en février 1955. (http://www.anderlecht.be/qr/1008-luizenmolen)
Le moulin est en état de fonctionnement et ouvert aux visites.

## Dans la culture
Ce moulin (ou plutôt l'ancien moulin, détruit en 1955) figure dans l'album Le Fantôme espagnol, aventure de Bob et Bobette.